# رقص فولکلور

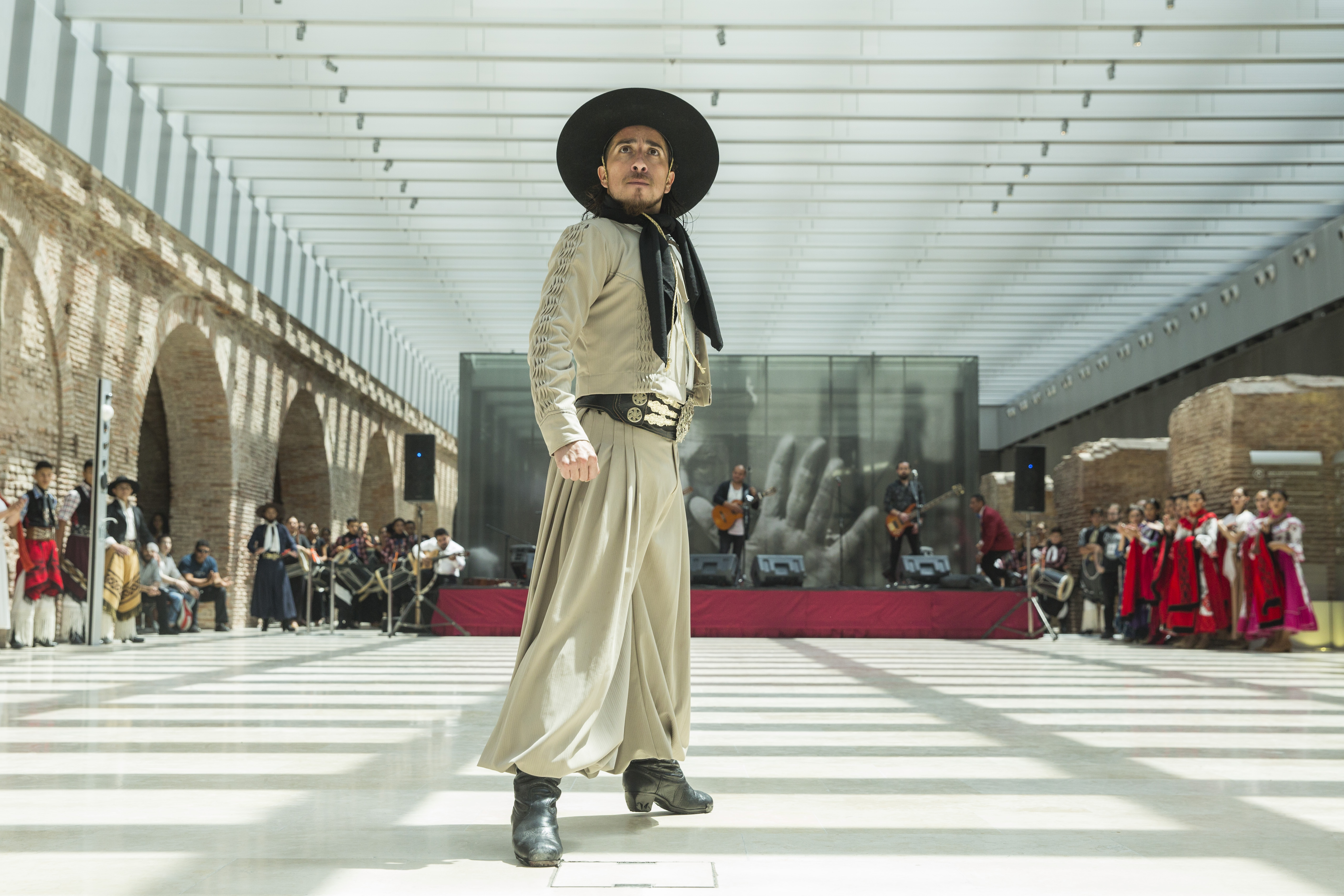
مالامبو، رقص عامیانه آرژانتین

رقص محلی یا رقص فولکلور یا پایکوبی بومی قدیمی‌ترین فرم رقص است که نشان‌گر حالات، عادات و فرهنگ یک قوم یا ساکنان یک منطقه جغرافیائی خاص بوده و در قالب مجموعه‌ای از حرکات موزون اجرا می‌شود.
واژه «رقص فولکلور» معمولاً به «رقص عامهٔ مردم» گفته می‌شود. اثبات اینکه کجا و چگونه به وجود آمده امکان ناپذیر است. باستان شناسان و مورخین می‌گویند که رقص بخشی مهم از فرهنگ انسان‌های اولیه بود به‌طوری‌که آنان از طریق رقص و با استفاده از حرکات و ریتم احساسات خود را به دیگران بیان می‌نمودند. انسان‌ها رقصیده‌اند و هنوز هم برای جشن‌ها، تداوم زندگی، کارهای اجتماعی، ارتباط معنوی و اظهار وجود و هویت اجتماعی می‌رقصند.

## فواید رقص‌های بومی

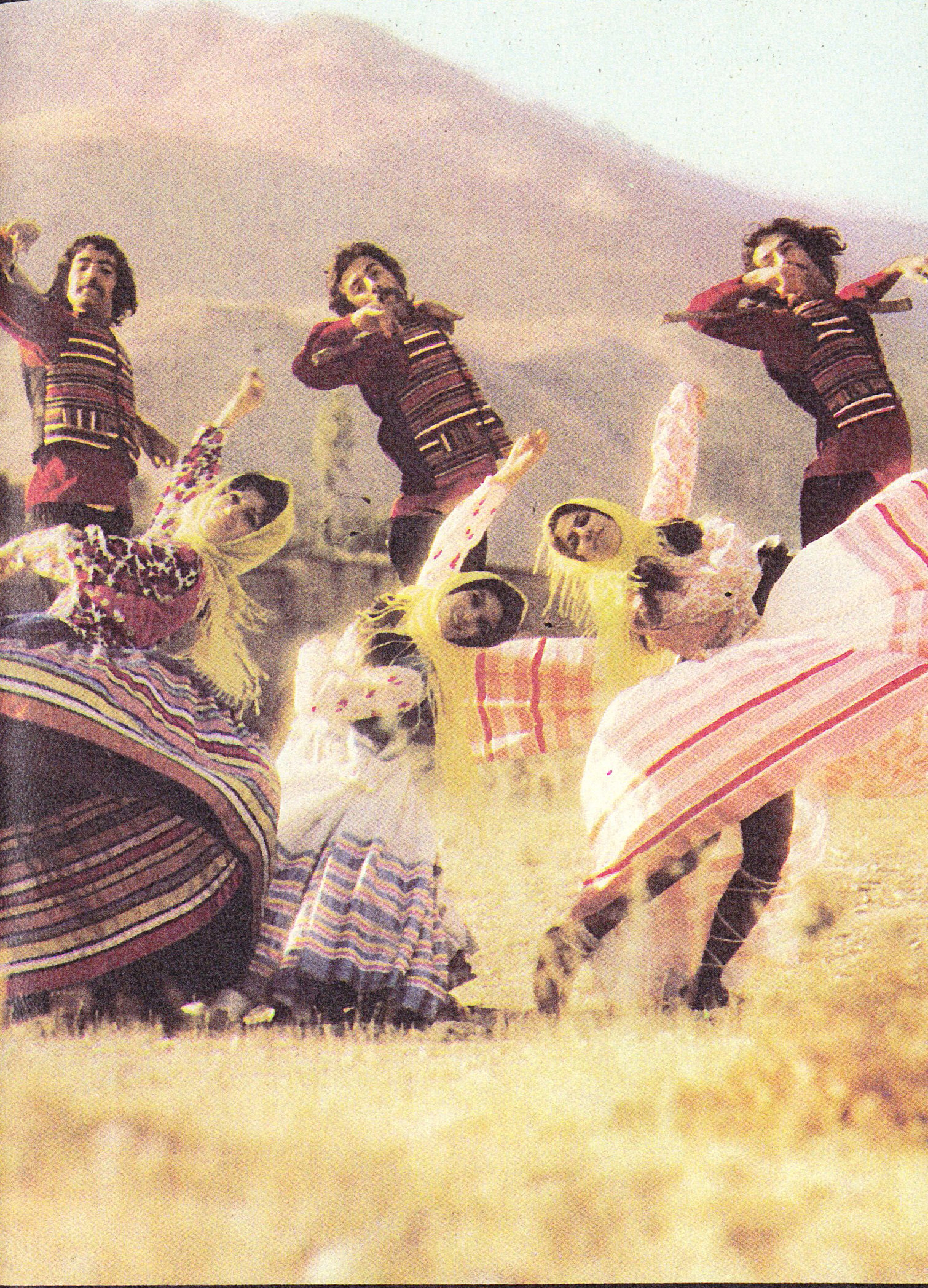
رقص فولکلور ایرانی در سال ۱۳۵۴ خورشیدی، ۱۹۷۵ میلادی

رقص بازتاب جغرافیا، آب و هوا، موسیقی، نحوه زندگی، باورها، و تاریخ مردم است. بستگی به خصوصیات و شرایط منطقه‌ای دارد. برای مثال آب و هوا عامل بسیار مهمی است. معمولاً، رقص‌های مناطق سرد سیر شامل حرکات سریع و قوی، حرکات نیرومند و عملکرد تند هستند. رقص‌های مناطقی با آب هوای بسیار گرم دارای حرکات روان و نرم بوده و بیشتر سلیس و آهسته هستند. در مناطق گرم به نظر می‌رسد که رقص‌ها توازنی از حرکات نیرومند و آهسته‌است. ساکنین مناطق کوهستانی نسبت به کسانی که در مناطق هموار زندگی می‌کنند بیشتر گرایش به حرکات انفرادی با جابجایی کم می‌باشند و رقص‌های آنان متمایل به حرکات در جا است در حالی که رقص مردمان مناطق هموار شامل حرکاتی از این سو به آنسو می‌باشد و مانند این است که آنان سوارکارانی بودند که در منطقه‌ای وسیع می‌تاختند.
تنوع فرم‌ها، الگوها، و وظیفه رقص فولکلوریک به اندازه تنوع فرهنگ‌ها متغیر است. رقص می‌تواند با و بدون شریک رقص، به صورت دایره‌ها، مربع‌ها، یا صف‌های بلند، به صورت سه نفره، چهار نفره، یا به تنهایی انجام شود.
رقص‌ها به عنوان وسیله‌ای برای بیان آفریده شده‌اند، در این مورد می‌توان به رقص‌های عروسی، رقص‌های جنگی، رقص‌های اعتراضی، رقص‌های عاشقانه، رقص‌های کار، رقص‌های مذهبی، و رقص‌های مخصوص روزهای تعطیل اشاره نمود.
رقص‌های فولکلوریک بسیار اجتماعی بوده و ذاتاً برای تفریح می‌باشند. هر ایفاگر رقص عضوی از گروه بزرگی است، و ایفاگران در بسیاری از رقص‌ها الگوی حرکتی خود را تغییر می‌دهد و ارتباط را بین افرادی که توانایی دارند ارتقا می‌دهد مگر اینکه خجول و کمرو باشند.
رقص فولکلوریک به افزایش حرکات ریتمیک، هماهنگی عصبی-عضلانی، تعادل، و وقار کمک می‌کند. رقص چالشی برای یادگیری مهارت‌های جدید است و بدون توجه به سن، به شرکت کنندگان خرسندی ناشی از موفقیت و مقبولیت را می‌بخشاید.

## رقص بومی درایران

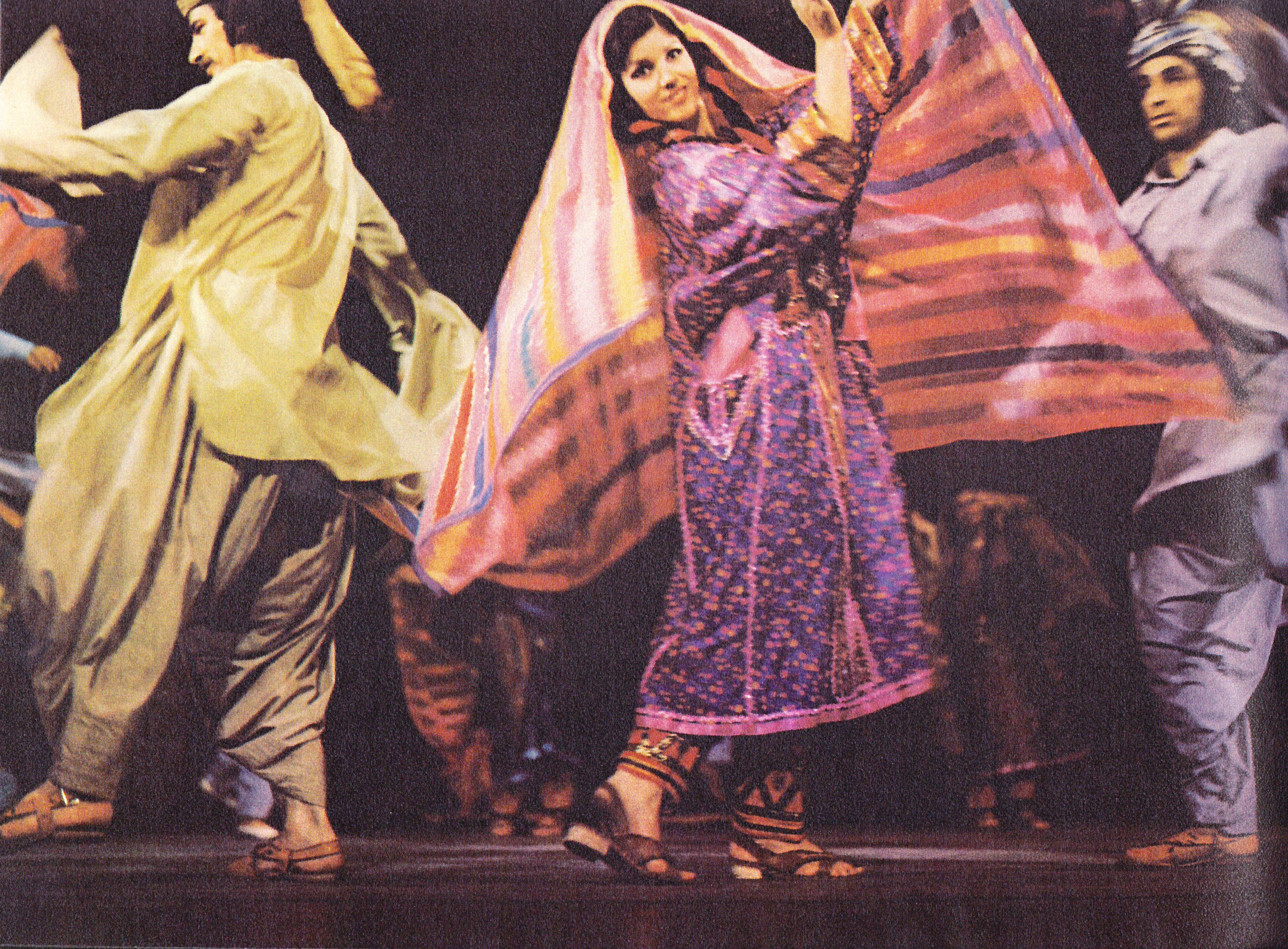
رقص فولکلور ایرانی در آیین گشایش دفتر مخصوص شهبانو فرح پهلوی، ۱۳۵۴ خورشیدی، ۱۹۷۵ میلادی

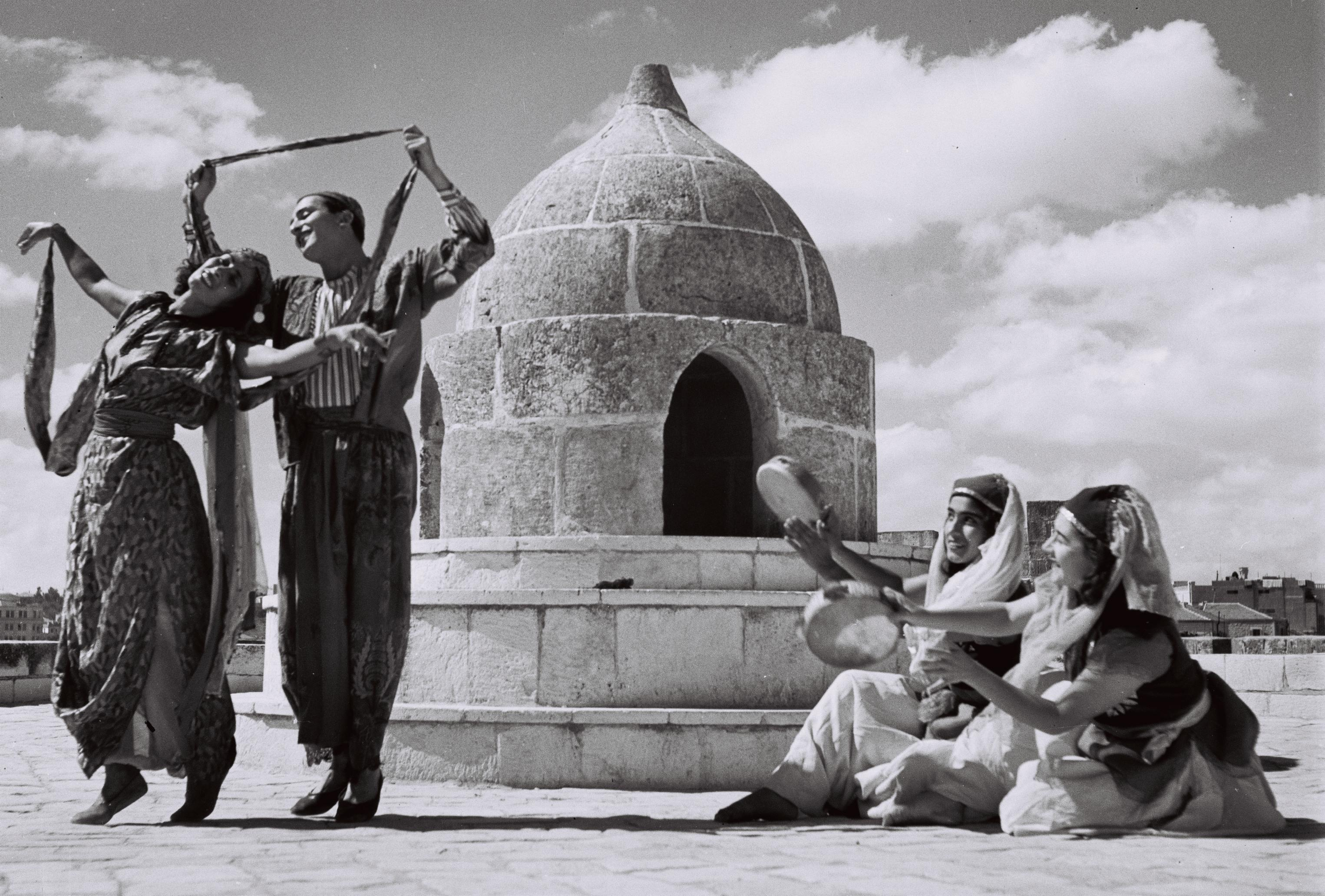
رقصندگان اسرائیلی باله در حال اجرای رقص فولکلور یهودیان بخارایی به سال ۱۹۴۶ میلادی

در ایران با توجه به گوناگونی فرهنگ‌های بومی انواع مختلفی از رقص‌های بومی در هر منطقه وجود درد که با توجه به شرایط فرهنگی و تاریخ آن منطقه از درجات اهمیت خاصی برخوردار است.از این گونه رقص‌ها می‌توان به نمونه‌های زیر اشاره کرد:
- رقص آذربایجانی
- رقص هالای
- رقص بلوچی
- رقص کردی
- رقص سیستانی
- رقص بختیاری
- رقص‌ مازندرانی
- رقص لری
- رقص خراسانی
- رقص بندری
- رقص ترکمن
- رقص گیلکی
- رقص شمالی یا گیلانی
- رقص عربی